# 石橋麻衣
石橋 麻衣（いしばし まい、1989年7月2日 - ）は、日本の陸上競技選手。専門は中長距離種目。ヤマダホールディングス所属。

## 経歴・人物
京都府相楽郡木津町（現・木津川市）出身。京都府立久御山高等学校、佛教大学文学部人文学科卒業後、2012年にデンソーへ入社、2016年からはヤマダ電機へ移籍。
2008年、関西インカレ1500m2位。日本インカレ1500m5位。関西学生対抗女子駅伝1区3位。全日本大学女子駅伝1区2位。全日本大学女子選抜駅伝1区5位。2009年、関西インカレ1500m3位。日本インカレ1500m優勝。関西学生対抗女子駅伝1区2位。全日本大学女子駅伝1区1位（区間賞）。全日本大学女子選抜駅伝4区1位（区間賞・区間新）。
2010年、関西インカレ1500m2位。日本インカレ1500m3位。関西学生対抗女子駅伝1区2位。全日本大学女子駅伝2区2位。
2012年、静岡国際陸上5000ｍ8位。全日本実業団対抗女子駅伝6区1位（区間賞・区間新）準優勝。
2013年、福岡国際クロスカントリーシニア女子6km4位。世界クロスカントリーシニア女子8km日本代表。日本陸上競技選手権大会女子5000m6位。同年の全日本実業団対抗女子駅伝では1区を走り、区間4位で初優勝。
2014年、全日本実業団対抗女子駅伝では最終6区を走り、区間2位で2年連続優勝。

## 自己ベスト
- 1500m - 4分18秒02
- 5000m - 15分35秒38
- 10000m - 32分37秒25

## 脚註
1. ↑  「2010国際千葉駅伝ホームページ」
2. 1 2 3  石橋麻衣（イシバシ マイ） DENSO女子陸上長距離部